# Die Experten (Hörspielserie)
Die Experten ist eine achtteilige Hörspielserie, die in zwei Staffeln in den Jahren 1980 und 1982 vom Bayerischen Rundfunk (BR) produziert wurde.

## Allgemeine Daten
- Titel: Die Experten
- Originalsprache: deutsch
- Genre: Krimi
- Produktionszeit: 1980 und 1982
- Autoren: Rolf und Alexandra Becker
- Regie: Walter Netzsch
- Musik: Rolf-Hans Müller
- Produktion: Bayerischer Rundfunk
- Sprecher der Hauptrollen:
  - Irene Schwiebreulich (Erzählerin): Brigitte März
  - Gunther Rodepolling (Erzähler): Wolf Euba
  - Opa Erwin Robinson: Hans Timerding
  - Mutter Marie-Luise Robinson: Louise Martini
  - Robin Cassius Robinson: Rainer Basedow
  - Mathilde („Tilly“) Robinson: Hildegard Krekel
  - Siegfried („Little Siggi“) Robinson: Bernd Stephan
  - Hauptkommissar Leonhard Rischke: Hans Caninenberg
  - Obermeister Holger Potz: Erich Kleiber
  - Tante Thalea Butscherum: Aja von Bajar
  - Onkel Ernst Butscherum: Rolf Castell
- Weitere Sprecher: Astrid Jacob, Bill Borell, Christoph Lindert, Fritz Straßner, Gustl Datz, Josef Meinroth, Karl Lieffen, Klaus Havenstein, Leo Bardischewski, Lilian Westphal, Max Griesser, Max Mairich, Walter Netzsch, Michael Habeck, Niels Clausnitzer, Norbert Gastell, Sammy Drechsel, Ulrich Beiger.

## Inhalt
„Verehrte Hörerinnen und Hörer! Wir stellen vor: die Familie Robinson. […] In ihrem schmucken Einfamilienhaus mit dem hübschen, gepflegten Garten ist die Welt noch heil. Eine intakte Familie, wie die Soziologen sagen. Die Robinsons teilen Freud und Leid miteinander. Sie treffen sich pünktlich zu den Mahlzeiten, halten die Feiertage heilig und die Familientradition hoch. Sie putzen regelmäßig Schuhe und Zähne und sind nett zueinander. […] Zum besseren Verständnis der Geschichte sollten wir wohl etwas näher auf die Familientradition der Robinsons eingehen: Ihr Wappen zeigt zwei bartlose, gekreuzte Schlüssel. Ihr Familienwahlspruch lautet ‚Oft gejagt – doch nie geschnappt‘. Die Robinsons, sie zeichnen sich durch fast alle jene Tugenden aus, die einen braven deutschen Bürger kennzeichnen. Sie sind fleißig, zielstrebig, diszipliniert, bescheiden und ordentlich. Nur rechtschaffen – das sind sie nicht. Sie entstammen einem alteingesessenen deutschen Straftätergeschlecht. In der Ahnenkette der Robinsons findet sich vom Scheidemünzenkipper bis zum Seeräuber, vom Marktplatzklemmer bis zum Gemäldefälscher, vom Fassadenkletterer bis zum Heiratsschwindler alles, was die breite Palette des Gesetzesbruchs zu bieten hat.“

„Nach einem total missglückten Coup beschließen die Robinsons, ihren Beruf an den Nagel zu hängen. Die Konjunktur ist nicht mehr, was sie einmal war. Auch die Gesetzesbrecher haben eine Rezession zu beklagen. Der Beruf hat viel von seiner Faszination verloren. Opa Erwin hat die rettende Idee: ‚Wir werden ehrlich! Wir gründen ein Detektivbüro!‘ Gesagt, getan. Und sie haben Erfolg in ihrem neuen Beruf, denn sie haben keine Skrupel, die Fähigkeiten, die sie zur Ausübung des Gesetzesbruches erlernt haben, auch bei dessen Bekämpfung einzusetzen. Sie lösen die Fälle mit den gleichen Methoden, mit denen sie sie einst begangen haben. Sie sind eben Experten.“

## Die Folgen
1. Die Identitätskrise des Robin Cassius Robinson (BR 1980)
2. Top Secret (BR 1980)
3. Das kleine rote Pünktchen ganz links unten (BR 1980)
4. Ein Kriminalfall wie manch anderer (BR 1980)
5. Das Souper findet nicht statt (BR 1982)
6. Schatten der Vergangenheit (BR 1982)
7. Wo bleibt Wannamaker? (BR 1982)
8. Tante Thaleas Gastgeschenk (BR 1982)